# Retrato de Francisco de Este

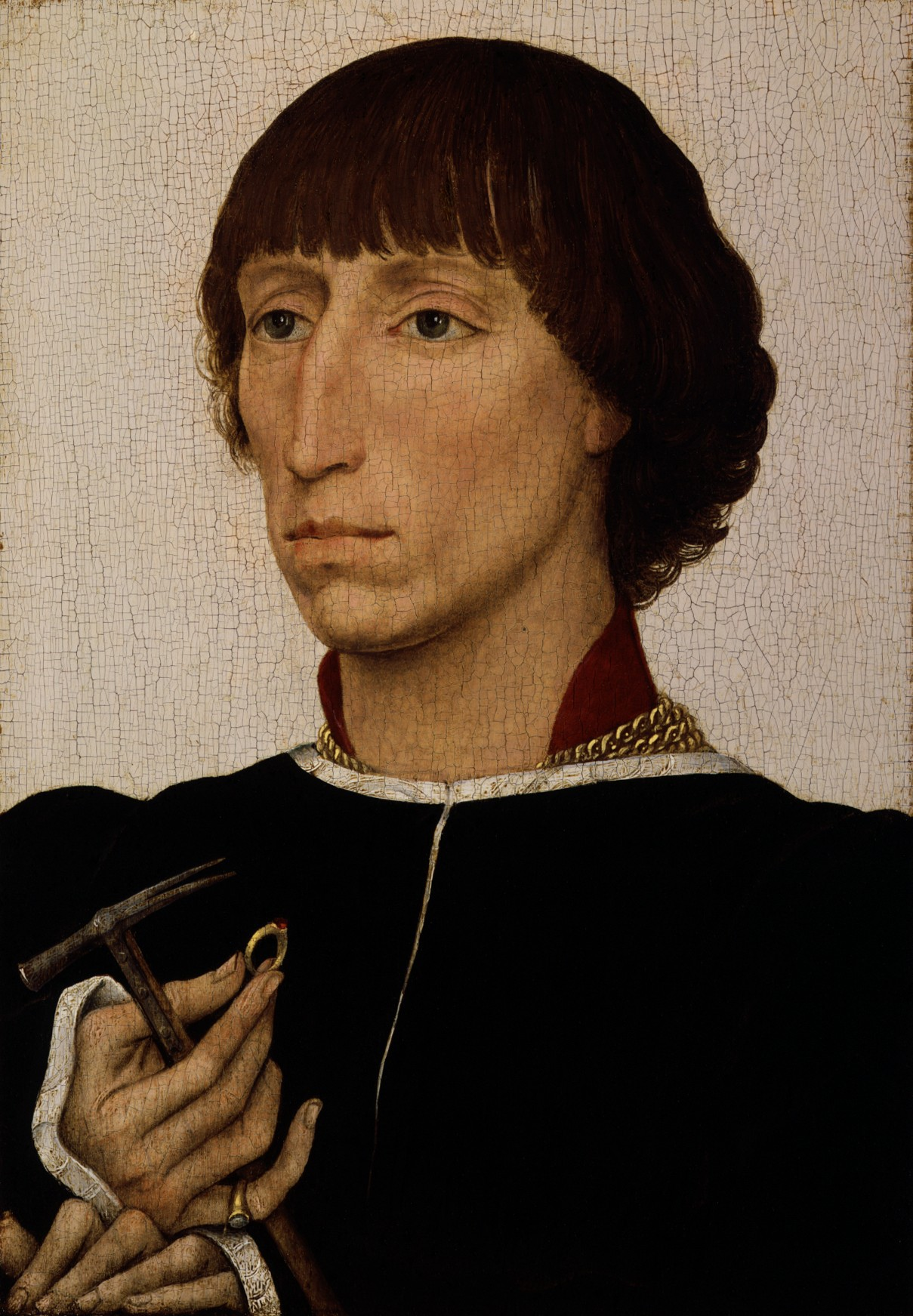
Retrato de Francisco de Este, Rogier van der Weyden, óleo sobre tabla, 29,8 cm × 20,3 cm. Museo Metropolitano de Arte, Nueva York.

Retrato de Francisco de Este es un pequeño óleo sobre tabla del pintor holandés Rogier van der Weyden que data de alrededor de 1460. La obra está en buenas condiciones y se exhibe en el Museo Metropolitano de Arte de Nueva York desde 1931. Cuando se la atribuyó a van der Weyden a principios del siglo XX, hubo mucha especulación entre los historiadores del arte sobre la identidad del modelo. Fue identificado como miembro de la familia Este por el escudo del reverso, y durante mucho tiempo se pensó que era el padre de Francisco, Leonelo, un príncipe italiano de alto rango y mecenas de Rogier. En 1939, Ernst Kantorowicz identificó al hombre como el hijo ilegítimo de Leonelo, Francisco (c. 1430 - después de 1475), lo que ahora es generalmente aceptado. El panel fue pintado cuando el modelo tenía unos 30 años y se considera uno de los mejores retratos de van der Weyden, en muchos sentidos, la culminación de su periodo final, más austero.
Van der Weyden trató de halagar al modelo; aunque no guapo, se muestra de pecho ancho, rostro sensible y culto, expresión aguda, cuello largo y nariz aguileña. El martillo y el anillo (este último solo se reveló después de una limpieza en 1934) que sostiene en su diestra probablemente pretendan ser símbolos de estatus, aunque su significado exacto no se ha identificado positivamente. Típico de van der Weyden, destacan los dedos del modelo, que se muestran casi descansando en la parte inferior izquierda del marco del panel, y son largos, huesudos y muy detallados. La pintura es inusualmente secular para la época, y busca halagar la posición mundana del retratado, en lugar de resaltar su valor devocional o su humildad personal.
El retrato sigue las convenciones de los últimos retratos masculinos de la carrera de van der Weyden. La figura aparece de medio busto y tres cuartos contra un fondo liso. El fondo es una de sus características más llamativas, ya que contrasta con el popularizado en el arte del norte por Jan van Eyck, al ser totalmente blanco y plano en lugar de profundamente negro o gris oscuro.

## Identidad
Las pinturas de los primeros maestros flamencos pasaron de moda después del siglo XVI, y muchas desaparecieron de los registros para resurgir en el siglo XIX. Este trabajo se perdió hasta algún momento a finales de ese siglo cuando entró en la colección de Sir Audley Neeld. Se especuló mucho sobre la identidad del modelo, aunque pronto identificado como miembro de la familia Este por el escudo heráldico que se muestra en la parte posterior del panel. A principios del siglo XX se pensó que era el padre de Francisco, Leonelo, basándose en similitudes con un retrato de Pisanelo. Leonelo habría tenido alrededor de 42 años en ese momento y murió de un absceso cerebral al año siguiente.

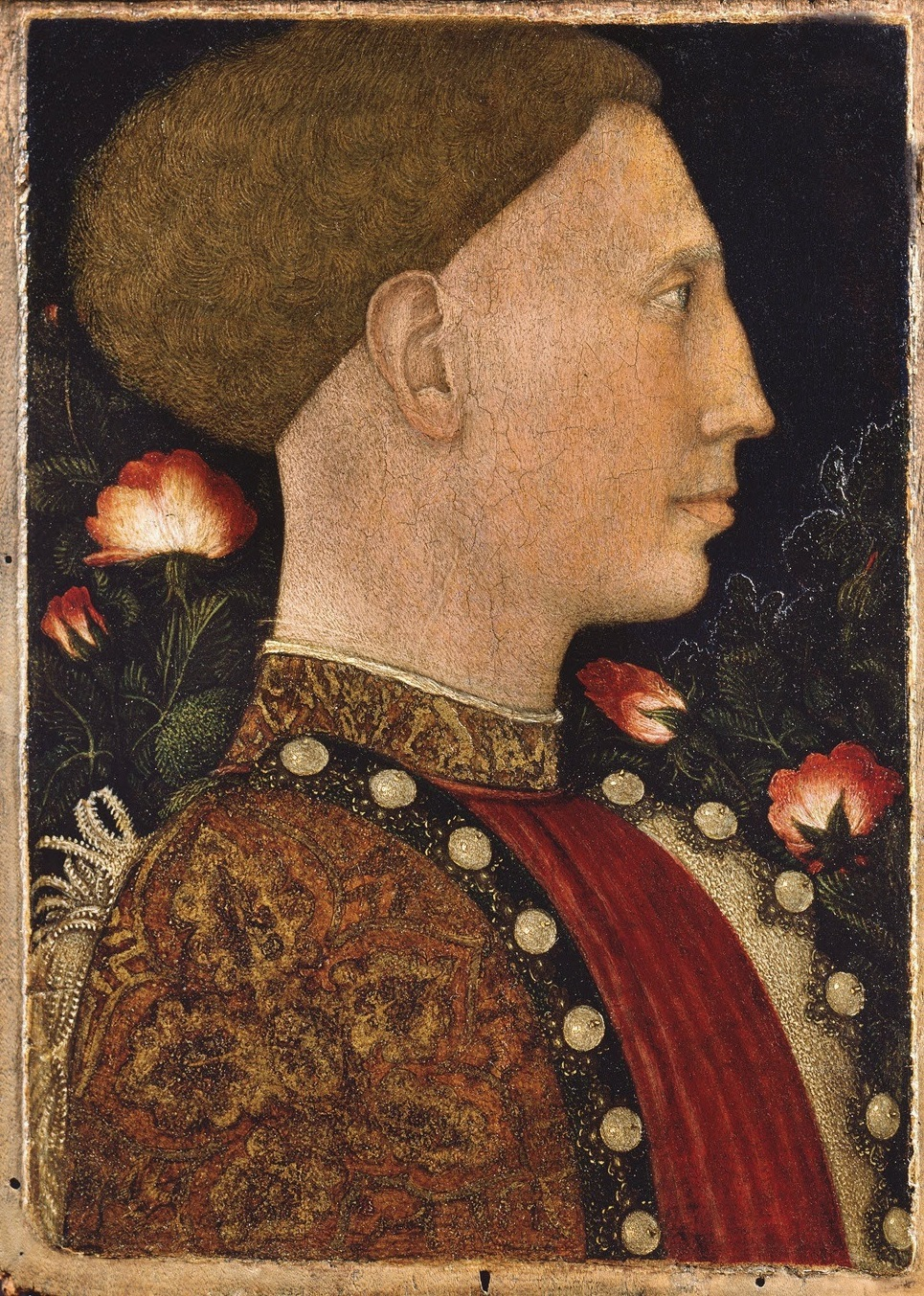
Leonelo de Este retratado por Pisanelo; van der Weyden fue durante un período el artista mejor situado en la corte ferraresa.

En cierto momento, el panel se tituló Retrato de un orfebre, presumiblemente basado en un malentendido del significado del martillo sostenido en la mano derecha. La identidad de Francisco como modelo fue establecida en 1939-1940 por el historiador de arte Ernst Kantorowicz. Su representación aquí tiene un parecido sorprendente con un retrato contemporáneo documentado que se encuentra en una pieza iconográfica en Roma, así como con un retrato atribuido en la Galería Nacional de Arte de Washington.
Francisco de Este era un hijo bastardo del destacado Leonelo de Este, marqués de Ferrara, duque de Módena y Reggio Emilia, e hijo ilegítimo a su vez de Nicolás III de Este. Francisco pasó la mayor parte de su vida como oficial militar en los Países Bajos, aunque regresó a Italia varias veces, generalmente como embajador de Borgoña. Fue enviado por su padre a la corte borgoñona en 1444 para ser criado y educado con Carlos el Temerario, y más tarde recibió el título de "Marqués de Ferrara". Es posible que cayera muerto en 1476 en el campo de batalla de Grandson cerca de Courcelles, en la actual Bélgica. Su identidad se establece a través del blasón que se muestra en el reverso del panel y de la inscripción Francisque, también en el reverso.

## Descripción

### Retrato

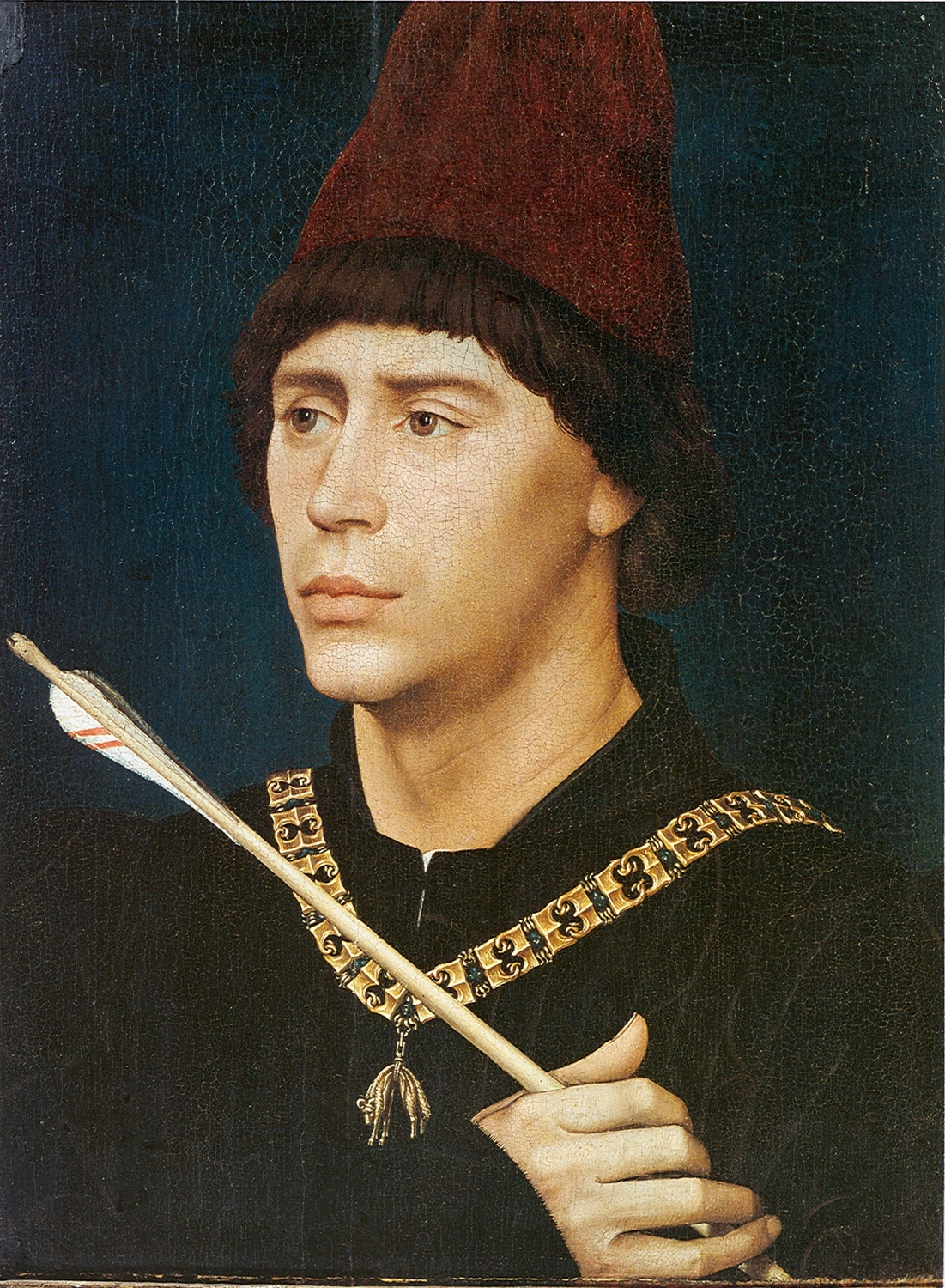
Retrato de Antonio de Borgoña, Rogier van der Weyden; 1460.

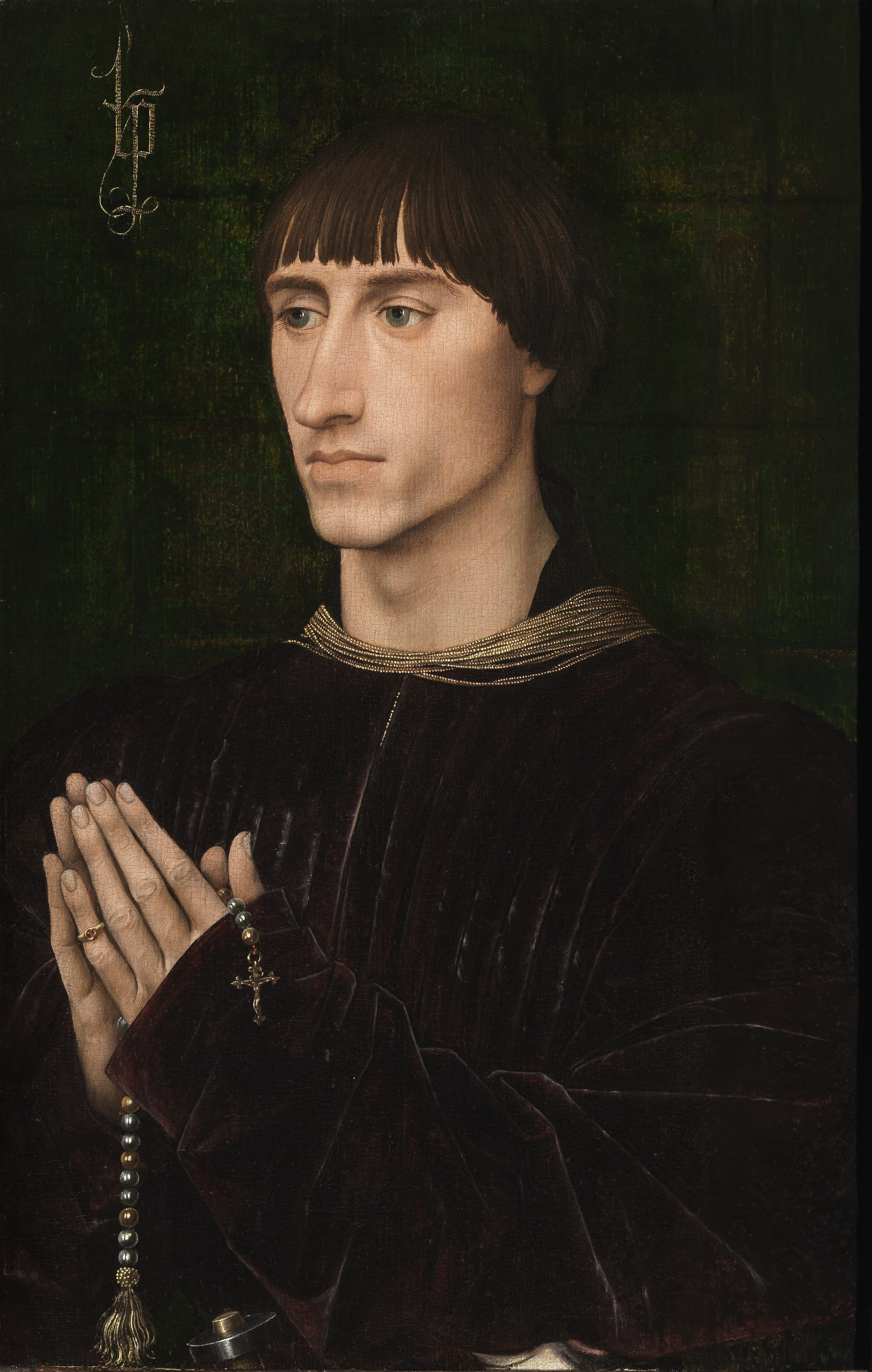
Retrato de Felipe de Croÿ, Rogier van der Weyden; 1460.

El retrato fue realizado hacia 1460, al final de la carrera de van der Weyden, en un momento en que era un retratista muy solicitado y prestigioso. El panel destaca por su abandono del estilo desarrollado por Jan van Eyck, que se había convertido en el modelo estándar para los pintores del norte hasta ese momento, un estilo tal vez tipificado por Petrus Christus en 1446 con Retrato de un cartujo. En contraste con el espacio atmosférico profundo que ocupan los modelos en estas obras, aquí el busto se coloca sobre un fondo liso blanco o marfil aplanado con poca sombra, una reminiscencia de las tradiciones del estilo gótico internacional. El retrato es un avance de los retratos de donantes comunes en ese momento, en parte porque celebra los valores seculares y terrenales del modelo, y está ausente de cualquier connotación moralizadora o iconografía religiosa.
Es uno de varios retratos encargados a van der Weyden por los duques de Borgoña a finales de la década de 1450. Al igual que la mayoría de los retratos masculinos de van der Weyden, el retratado se muestra de medio perfil, mirando fijamente a cierta distancia. Se ha descrito que la pintura encarna la "esencia de la sociedad cortesana". ... con su porte aristocrático y elegancia amanerada." 
El amplio pecho de Este está fuera de proporción con sus dedos largos y huesudos, y lo suficientemente ancho como para que su cabeza parezca demasiado pequeña en comparación: se extiende a lo ancho del lienzo. Sin embargo, tiene un rostro sensible y una expresión ligeramente distante, que dan la impresión de una dignidad pensativa, refinamiento y un toque de aburrimiento intelectual. Tiene una piel clara y juvenil acentuada por el fondo blanco, una nariz ganchuda, un labio inferior saliente y barbilla redondeada. Sin embargo, no es un hombre guapo. El estilo forense de van der Weyden revela ojos hundidos y párpados pesados. Su cabello no es pegado y corto como en el retrato de Pisanelo de su padre, sino que cae sobre sus orejas y su frente en un estilo casi monacal.
Sostiene un martillo y un anillo en su mano derecha. Se desconoce su significado exacto, aunque los historiadores del arte piensan que son alusiones al ritual de la corte y la alta sociedad. El martillo es quizás un símbolo de su autoridad como noble caballero, relacionado con sus privilegios y deberes como príncipe de su reino, quizás relacionado con el ritual del torneo. También puede representar el martillo del año santo, símbolo relacionado con el Jubileo. El anillo que sostiene entre sus dedos delgados y huesudos puede ser el premio de unas justas. El anillo había sido repintado y solo fue redescubierto en 1934 cuando se limpió la pintura.

### Reverso

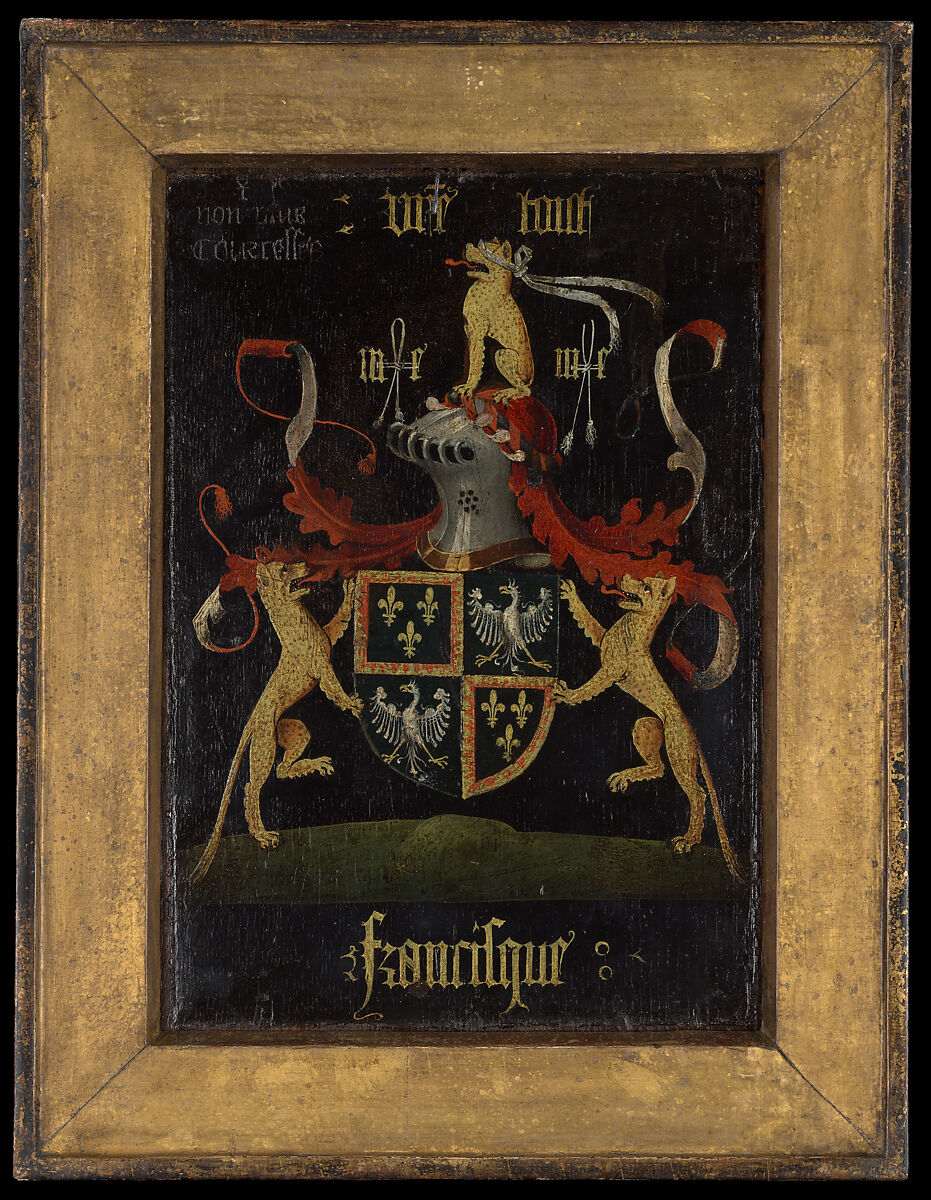
El escudo de armas de la familia en el reverso del panel.

El reverso del panel muestra un escudo de armas que consta de las armas de la familia divididas en cuartos con representaciones de los honores otorgados a la familia Este por Carlos VII de Francia mediante patente en enero de 1431. El escudo de armas lo sostienen dos linces rampantes -un juego de palabras con la palabra Leonelo, el nombre de pila de su padre; mientras otro se sienta con los ojos vendados sobre el yelmo. A ambos lados del animal están las letras ME, que se supone que son abreviaturas de Marchio Estenis (Marqués de Este), aunque también podrían significar "Marchio Estenses", un título que se sabe que usó Leonelo. En ambos lados, estas letras están unidas por un cordón con borlas. Las letras que se asemejan a una inscripción en estilo gótico final sobre estos dicen VOIR TOUT (ver todo) y recuerdan el lema de Leonelo Quade Vides ne Vide (Cierra los ojos a lo que ves), este último descrito por el historiador del arte Robert Fry como indicativo de la "idea de astucia, la virtud más necesaria para un gobernante del tipo de Leonelo." 
En la parte inferior de la tabla bajo la armería heráldica también en letras doradas góticas se encuentra el nombre de Francisco en francés, el idioma de la corte de Borgoña, y en la esquina superior izquierda en gris las palabras non plus courcelles (ya no courcelles). Esta frase se establece como una adición posterior pero no ha sido interpretada satisfactoriamente. Puede ser una referencia al entonces pueblo francés de Courcelles, en la actual Bélgica. El pueblo está ubicado cerca del sitio de la Batalla de Grandson, una gran derrota para Carlos el Temerario, donde el modelo pudo haber sido muerto en 1476 (se menciona por última vez en los registros en 1475). Dada la similitud del escudo con el de su padre, así como el significado de las letras, muchos historiadores del arte lo ven como indicativo de la aspiración del vástago ilegítimo a ser reconocido como hijo de Leonelo, con todos los derechos y el reconocimiento histórico que tal aceptación implicaría.

## Procedencia y atribución
La pintura estuvo en posesión de Sir Audley Neeld de Chippenham hasta que se la vendió a R. Langton Douglas en 1909. Pasó por la colección de Edgar Speyer antes de que Michael Friedsam la donara al Museo Metropolitano de Arte en 1931.
La autoría de van der Weyden nunca ha sido cuestionada seriamente desde finales del siglo XIX, aunque el bastardo de Este no se estableció como modelo hasta 1939. El panel muestra muchas de las características típicas de los retratos masculinos pintados en la época de su visita a Inglaterra, incluido el fondo plano, la vista de tres cuartos, la mirada media ligeramente piadosa y el enfoque en las manos delgadas y delicadas del modelo. El trabajo es un ejemplo del manejo de la pintura de van der Weyden, y su elección y riqueza de color lo marcaron como uno de sus retratos masculinos de c 1460 completados durante su visita a Italia, en opinión de muchos historiadores del arte, quizás el mejor.